# Cis bimucronatus
Cis bimucronatus là một loài bọ cánh cứng trong họ Ciidae. Loài này được Motschulsky miêu tả khoa học năm 1851.